# Elisabeth Shue

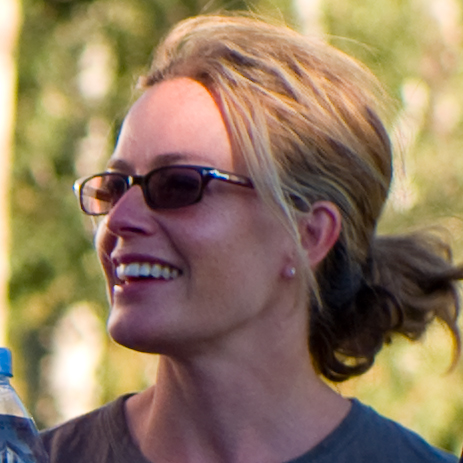
Elisabeth Shue

Elisabeth Judson Shue (ur. 6 października 1963 w Wilmington w stanie Delaware, USA) – amerykańska aktorka.
Nominowana do Oscara w 1995 za główną rolę kobiecą w filmie Zostawić Las Vegas w reżyserii Mike’a Figgisa.

## Filmografia
- Królewski romans Karola i Diany (1982, The Royal Romance of Charles and Diana) jako Lynn Osborne
- Somewhere Tomorrow (1983) jako Margie
- Karate Kid (1984, The Karate Kid) jako Ali Mills
- Call to Glory (1984–1985) jako Jackie Sarnac
- Link (1986) jako Jane Chase
- Zwariowana noc (1987, Adventures in Babysitting) jako Chris Parker
- Double Switch (1987) jako Kathy Shelton
- Koktajl (1988, Cocktail) jako Jordan Mooney
- Powrót do przyszłości II (1989, Back to the Future Part II) jako Jennifer Parker
- Body Wars (1989) jako dr Cynthia Lair
- Powrót do przyszłości III (1990, Back to the Future Part III) jako Jennifer Parker
- Babka z zakalcem (1991, Soapdish) jako Lori Craven/Angelique
- Zawód pan młody (1991, The Marrying Man) jako Adele Horner
- Hale the Hero (1992)
- Serce i dusze (1993, Heart and Souls) jako Anne
- Dwadzieścia dolców (1993, Twenty Bucks) jako Emily Adams
- Dopłynąć do brzegu (1994, Radio Inside) jako Natalie
- Ślepa sprawiedliwość (1994, Blind Justice) jako Caroline
- Na samym dnie (1995, Underneath) jako Susan
- Zostawić Las Vegas (1995, Leaving Las Vegas) jako Sera
- Mroczne miasto (1996, The Trigger Effect) jako Annie
- Przejrzeć Harry’ego (1997, Deconstructing Harry) jako Fay
- Święty (1997, The Saint) jako dr Emma Russell
- Palmetto (1998) jako Rhea Malroux
- Kuzynka Bette (1998, Cousin Bette) jako Jenny Cadine
- Miasto aniołów (1998, City of Angels) jako kobieta w ciąży
- Molly (1999) jako Molly McKay
- Człowiek widmo (2000, Hollow Man) jako Linda Foster
- Hollow Man: Anatomy of a Thriller (2000) jako ona sama
- Fleshing Out the 'Hollow Man' (2000) jako ona sama
- 2000 Blockbuster Entertainment Awards (2000) jako ona sama
- The First Year (2001) jako narrator
- Amy i Isabelle (2001, Amy&Isabelle) jako Isabelle Goodrow
- Hollywood Salutes Nicolas Cage: An American Cinematheque Tribute (2002) jako ona sama
- Leo (2002) jako Marry Bloom
- Źródło młodości (2002, Tuck Everlasting) jako narrator
- Zły dotyk (2004, Mysterious Skin) jako pani McCormick
- Wyścig marzeń (2005, Dreamer: Inspired by a True Story) jako Lilly Crane
- Siła strachu (2005, Hide and Seek) jako Elizabeth
- Hide and Seek: Do You Want to Play? The Making of 'Hide and Seek' (2005) jako ona sama
- Narodziny obłędu (2007, First Born) jako Laura
- Gracie (2007) jako Lindsay Bowen
- Hamlet 2 (2008) jako ona sama
- Don McKay (2009) jako Sonny
- Pirania 3D (2010, Piranha 3D) jako szeryf Julie Forester
- Waking Madison (2010) jako dr Elizabeth Barnes
- Janie Jones (2010) jako Mary Ann Jones
- Dom na końcu ulicy (2012, House at the End of the Street) jako Sarah
- Wysoka fala (2012, Chasing Mavericks) jako Christy Moriarity
- CSI: Kryminalne zagadki Las Vegas (2012, CSI: Crime Scene Investigation) jako Julie Finlay
- Dwoje do poprawki (2012, Hope Springs) jako Karen
- Amerykański tata (2012, American Dad!) jako ona sama (głos)